# Nasib bey Yusifbeyli
Nasib Yusif oglu Yusifbeyli (en azerí: Nəsib Yusif oğlu Yusifbəyli) o Usubbeyov (en azerí: Usubbəyov; Ganyá, 5 de julio de 1881 - 31 de mayo de 1920),  político y estadista de Azerbaiyán, fue un publicista, estadista y gran figura política en la República Democrática de Azerbaiyán.

## Primeros años
Nació en 1881 en Elizavetpol (actual Ganyá, Azerbaiyán). Después de graduarse en un gimnasio (escuela secundaria) en Ganyá, se matriculó como estudiante en la Facultad de Leyes de la Universidad Novorossiya (actual Universidad de Odesa) en 1902. Cuándo la universidad fue cerrada temporalmente por las autoridades rusas Zaristas debido a actividades estudiantiles revolucionarias, Yusifbeyli viajó a Bajchisarái en Crimea, donde comenzó a editar el diario "Tercuman" con el intelectual turco-crimeano Ismail Gasprinski. Ahí colocó en la palestra las obras de los dramaturgos azerbaiyanos interpretando los papeles principales. 
En 1908, Yusifbeyli se trasladó a Estambul, continuando su trabajo como publicista y estableciéndose en la sociedad turca. Poco después, se casó con Shafiga Soltan kanim, hija de Ismayil Gaspirali y vivió en Estambul por un tiempo. En 1909, regresó a Elizavetpol para trabajar en el ayuntamiento de la ciudad. En 1911 escribió artículos para la revista “Molla Nasreddin” y para algunos periódicos, tomó parte activa en las actividades de la "Sociedad benéfica musulmana", "Sociedad de educación de musulmanes" y "Sociedad de actores". En ese momento, se reunió con Mammad Amin Rasulzade y comenzó su participación en las actividades políticas públicas. 
En 1917, Yusifbeyli fundó el Partido Nacional de los Federalistas Turcos en Ganyá, con el principal objetivo de federalizar el Imperio ruso. En julio de 1917, el partido se unió al Müsavat de Mammad Amin Rasulzadeh, y pasó a ocupar el escaño regional de Ganyá.

## Carrera política
Cuándo la breve República Democrática Federal de Transcaucasia fue creada el 10 de febrero de 1918, Yusifbeyli pasó a ser Ministro de Educación. El 28 de mayo de 1918, cuándo fue creada República Democrática de Azerbaiyán (RDA), ocupando nuevamente el puesto de Ministro de Educación. Entre marzo de 1919 y marzo de 1920, fue el Primer ministro de Azerbaiyán. En paralelo, también mantuvo el puesto del Ministro de Interior entre diciembre de 1918 y marzo de 1919.
Después de la ocupación de Azerbaiyán por la Unión Soviética en 1920 y del establecimiento del régimen comunista, Nasib Bey salió de Bakú huyendo de la persecución en su contra, pero el 31 de mayo de 1920 fue asesinado misteriosamente en la aldea de Garkhun del distrito de Kurdamir.

## Familia
Estuvo casado con Shafiga Gasprinskaya, hija de Ismayil Gasprinski.

## Fuente
- Üzeyir Hacıbəyov Ensiklopediyası. Bakı,2007. səh.211.
- Azərbaycanın ilk baş nazirinin ailə dramı (enlace roto disponible en Internet Archive; véase el historial, la primera versión y la última).